# Antoine Franceschetti
Antoine Franceschetti (* 12. März 1913 in Marseille; † vor 2011) war ein französischer Fußballspieler und -trainer.

## Karriere
Franceschetti begann das Fußballspielen auf der französischen Insel Korsika, wo er für den CA Bastia auflief. Mit der Mannschaft gewann er 1933 die Meisterschaft der korsischen Division d’Honneur und somit den Titel der Insel. Von Bastia aus wechselte der 180 Zentimeter große Stürmer 1935 zum Erstligisten AS Cannes; drei Jahre zuvor war in Frankreich der Profifußball eingeführt worden. In der obersten nationalen Spielklasse avancierte er direkt zum Stammspieler und rechtfertigte dies mit 23 Toren im Verlauf seiner ersten Spielzeit, die ihm Rang drei in der Torjägerliste einbrachten. Dem ließ er zwischen 1936 und 1939 zuerst 16, dann 10 und zuletzt erneut 16 Treffer folgen, auch wenn er ein Abrutschen seines Teams in die untere Tabellenhälfte hinzunehmen hatte. 1939 wurde bedingt durch den Zweiten Weltkrieg der reguläre Spielbetrieb unterbrochen.
Von 1940 an konnte Franceschetti seine Laufbahn bei Cannes im Rahmen der inoffiziellen Kriegsmeisterschaften fortführen. 1942 erreichte er mit der Mannschaft das Pokalfinale der unbesetzten Zone des Landes, verpasste aber den Einzug ins landesweite Endspiel. Der Spieler, der den Beinamen Sanglier du Marquis (Keiler des Marquis) trug, war 32 Jahre alt, als 1945 der Betrieb der Liga offiziell wieder aufgenommen wurde. Trotz seines Alters blieb er Stammspieler, spielte jedoch nicht mehr im Sturm, sondern stattdessen im defensiven Mittelfeld. Im Verlauf der Saison 1946/47 wurde er zunehmend aus dem Team verdrängt, sodass er sich 1947 mit 34 Jahren nach 151 Partien mit 66 Toren in der offiziellen Zeit aus der höchsten Liga Frankreichs zurückzog. Mit seinen 66 Treffern ist er der erfolgreichste Erstligatorschütze der AS Cannes.
Nachdem er Cannes verlassen hatte, unterschrieb Franceschetti 1947 beim Zweitligisten Le Havre AC, wo ihm neben seiner Spielerrolle zugleich das Amt des Trainers übertragen wurde. In der Doppelfunktion als Spielertrainer bestritt er 25 Zweitligaspiele, wobei er ein Tor erzielte, und scheiterte mit der Mannschaft als Tabellendritter knapp am Aufstieg. 1948 beendete er seine aktive Laufbahn und übernahm im Profifußball auch keinen weiteren Trainerposten.